# Відтінки білого
Відтінки білого — це кольори, що дещо відрізняються від чисто білого. Варіації білого включають ті кольори, які зазвичай називають не зовсім білими кольорами, що можна віднести до нейтральної колірної гами.
У теорії кольору відтінок — це чистий колір, змішаний з чорним (або такий, що має меншу освітленість). Строго кажучи, «відтінком білого» має бути нейтрально сірий. Порте, у цій статті також йдеться про відтінки білого, які відрізняються від чистого білого відтінком та насиченістю (або інтенсивністю).
До кольорів, які часто вважають «відтінками білого», включають кремовий, яєчну шкаралупу, слонову кістку, білий навахо і ванільний. Навіть освітлення кімнати може зумовити те, що чистий білий колір сприйматиметься як відтінок білого.
Відтінки білого були популярними в парі з бежевим у 1930-х, і стали знову особливо популярними в період з 1955 по 1975 роки.
У колориметрії рівень білого кольору вимірюють білизною.

## Кольори
Нижче наведено таблицю, що демонструє комп'ютерні відтінки білого кольору. Ахроматичний білий — це білий колір, у якому значення червоного, зеленого і синього кольорів однакові. HTML-кольори білий і білий дим є ахроматичними кольорами. Хроматичний відтінок білого — це білий колір, у якому значення червоної, зеленої та синьої складових не зовсім рівні, але близькі одне до одного, що й робить його відтінком білого.
| Колір             | HTML-назва    | Приклад                   | Приклад                  | Код     |
| ----------------- | ------------- | ------------------------- | ------------------------ | ------- |
|                   |               | (візуалізовано за назвою) | (візуалізовано за кодом) |         |
| Білий             | White         |                           |                          | #FFFFFF |
| Білий дим         | Whitesmoke    |                           |                          | #F5F5F5 |
| Сніжний           | Snow          |                           |                          | #FFFAFA |
| Білий мускатний   | Honeydew      |                           |                          | #F0FFF0 |
| М'ятний крем      | Mintcream     |                           |                          | #F5FFFA |
| Лазуровий         | Azure         |                           |                          | #F0FFFF |
| Синій Еліс        | Aliceblue     |                           |                          | #F0F8FF |
| Примарний білий   | Ghostwhite    |                           |                          | #F8F8FF |
| Морська мушля     | Seashell      |                           |                          | #FFF5EE |
| Бежевий           | Beige         |                           |                          | #F5F5DC |
| Старе мереживо    | Oldlace       |                           |                          | #FDF5E6 |
| Квітковий білий   | Floralwhite   |                           |                          | #FFFAF0 |
| Слонова кістка    | Ivory         |                           |                          | #FFFFF0 |
| Античний білий    | Antiquewhite  |                           |                          | #FAEBD7 |
| Лляний            | Linen         |                           |                          | #FAF0E6 |
| Лавандова рум'яна | Lavenderblush |                           |                          | #FFF0F5 |

## Білий
Білий (White)
#FFFFFF
Білий — це колір, сприйняття якого викликане світлом, яке стимулює всі три типи кольорочутливих клітин у людському оці в рівних пропорціях і з високою яскравістю у порівнянні з навколишнім середовищем. Біла візуальна стимуляція позбавлена відтінку і сірості. Білий колір є найпростішим кольором.

## Примарний білий
Примарний білий (Ghost white)
#F8F8FF
HTML-колір примарний білий — це відтінок білого кольору, який в уяві автора назви асоціюється з кольором привида.
Немає жодних даних, що ця назва кольору використовувалася до включення в колірну схему X11, сформовану 1987 року.

## Білий дим
Білий дим (White smoke)
#F5F5F5
Ліворуч зображено HTML-колір білий дим.
Немає жодних даних, що ця назва кольору використовувалася до включення в колірну схему X11, сформовану 1987 року.

## Дитяча присипка
Дитяча присипка (Baby powder)
#FEFEFA

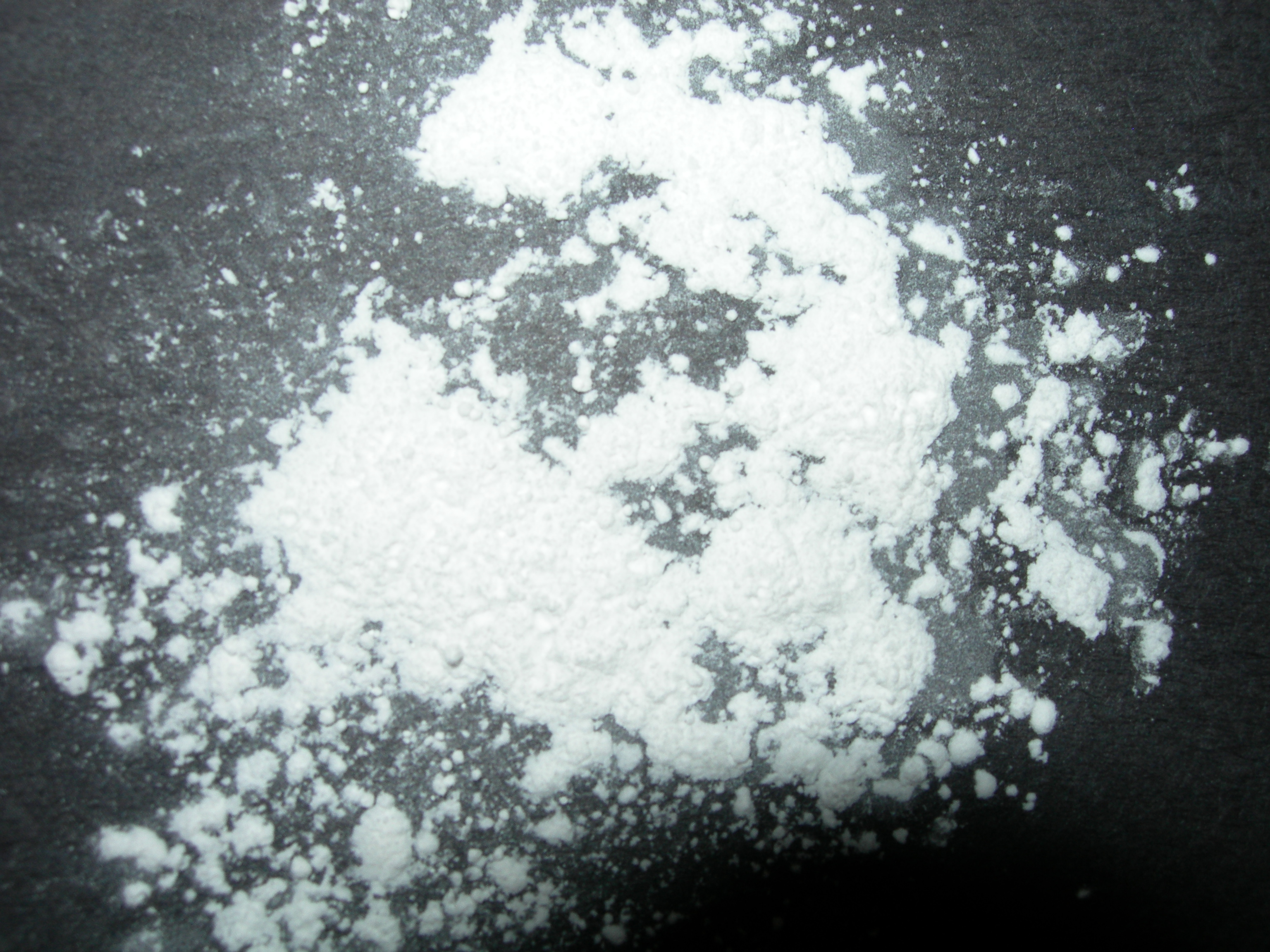
Тальк або дитяча присипка

Колір олівців Crayola дитяча присипка включено 1994 року як частину набору олівців Magic Scent.

## Сніжний
Сніжний (Snow)
#FFFAFA
Ліворуч зображено HTML-колір сніжний.
Першу письмову згадку сніжного кольору англійською мовою (англ. snow) датовано 1000 роком.

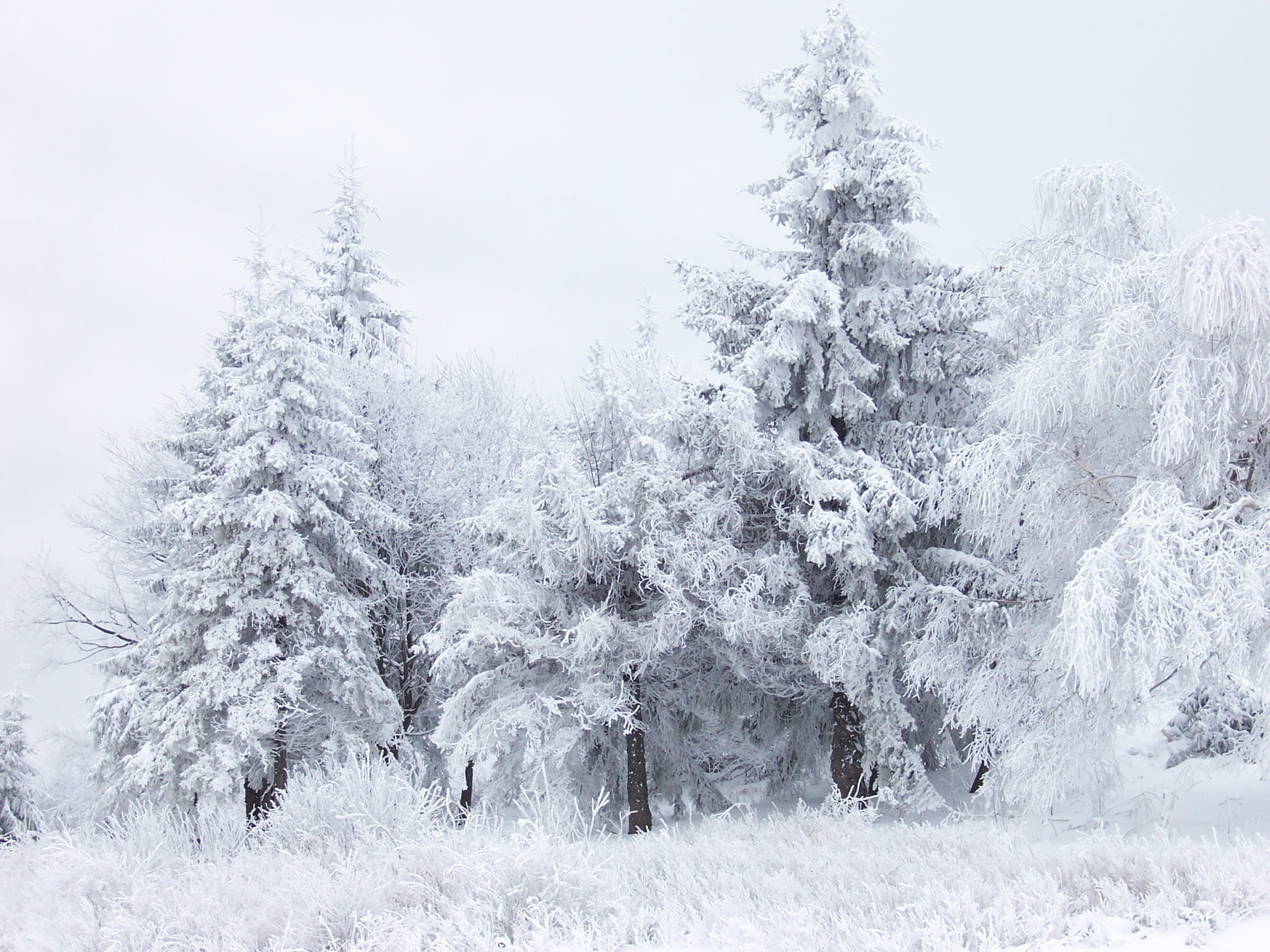
Сніг у Болгарії

Назву сніжного кольору включено в колірну схему X11, сформовану в 1987 році.

## Слонова кістка
Слонова кістка (Ivory)
#FFFFF0
Слонова кістка або айворі — відтінок білого кольору, який нагадує слонову кістку, точніше зуби й бивні тварин (зокрема, слонів і моржів). Колір має незначний жовтий відтінок.
Перше зареєстроване використання назви кольору слонова кістка англійською мовою (англ. ivory) датовано 1385 роком.

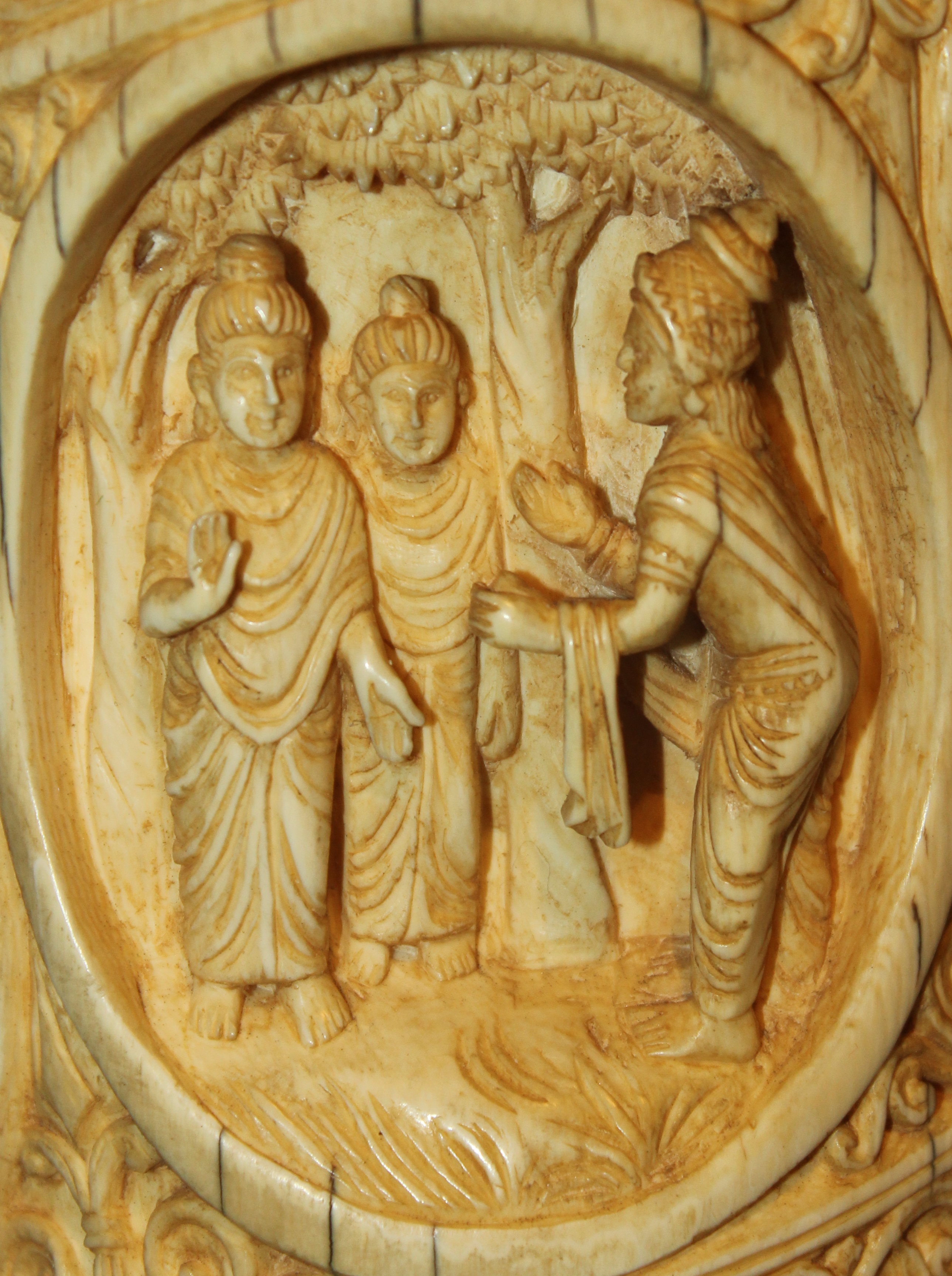
Різьблення по слоновій кістці

Назву кольору слонова кістка включено в колірну схему X11, сформовану в 1987 році.

## Квітковий білий
Квітковий білий (Floral white)
#FFFAF0
Ліворуч зображено HTML-колір квітковий білий.
Немає жодних даних, щодо використання цієї назви кольору до включення в колірну схему X11, сформовану в 1987 році.

## Морська мушля
Морська мушля (Seashell)
#FFF5EE
Колір морської мушлі — відтінок білого, який нагадує деякі дуже блідо-рожеві тони, що зустрічаються в багатьох черепашок.
Перше зафіксоване використання назви кольору морської мушлі англійською мовою (англ. seashell) датовано 1926 роком.

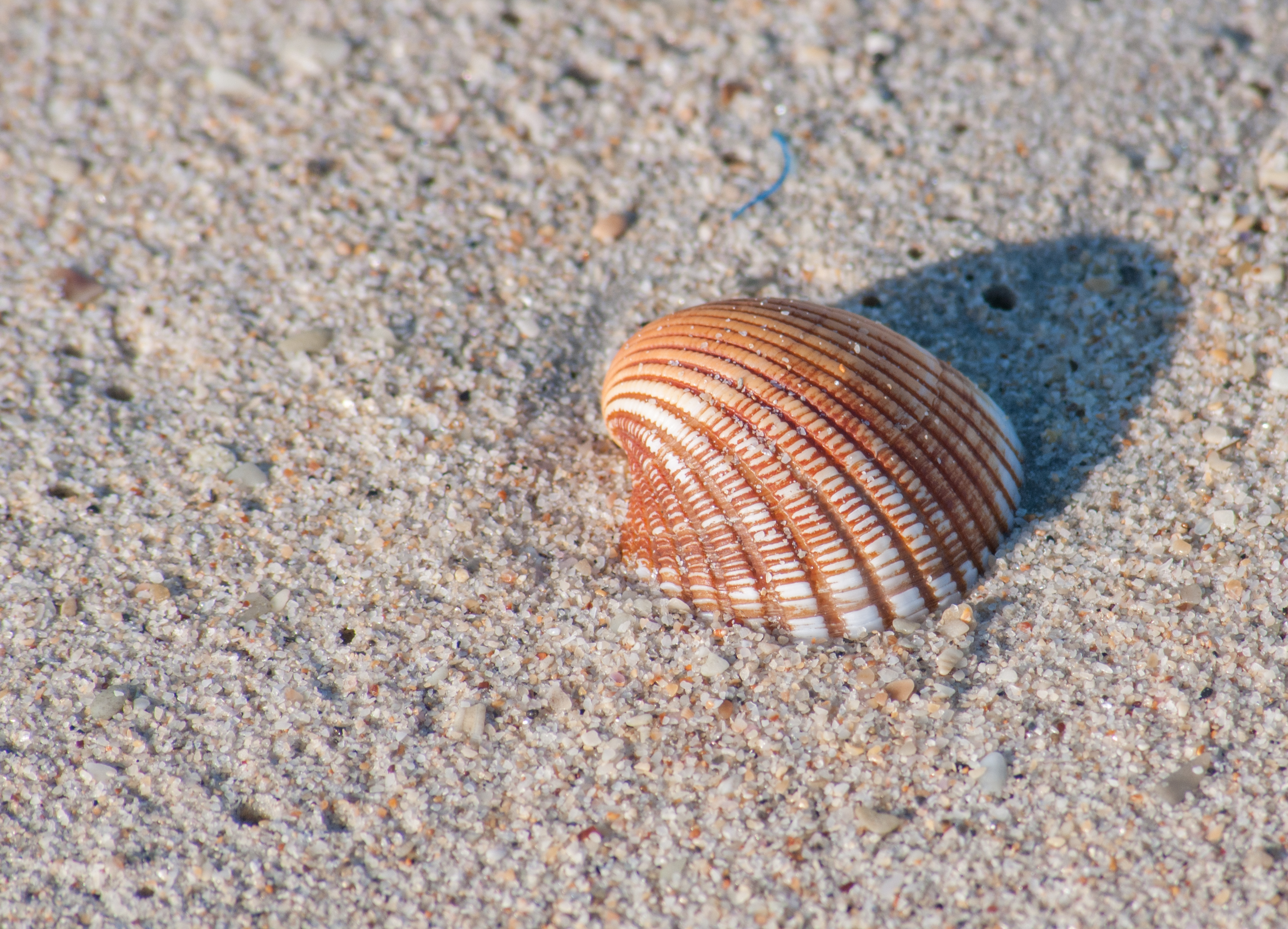
Черепашка на піску

1987 року колір морської мушлі включено до кольорів X11.

## Кукурудзяні рильця
Кукурудзяні рильця (Cornsilk)
#FFF8DC
Колір кукурудзяних рилець — це колір, який нагадує колір кукурудзяних рилець.
Перше письмове використання назви кольору кукурудзяні рильця англійською мовою (англ. Cornsilk) датовано 1927 роком.

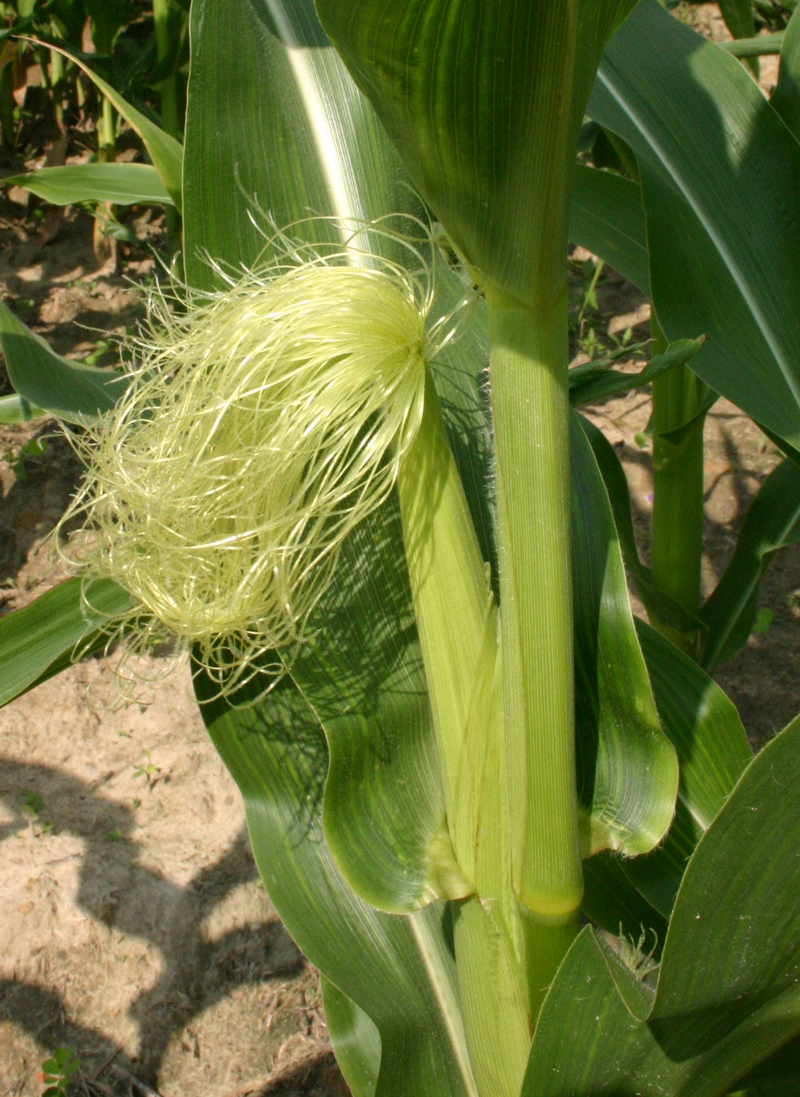

1987 року колір кукурудзяні рильця включено до кольорів X11.

## Старе мереживо
Старе мереживо (Old lace)
#FDF5E6
Колір старого мережива — це комп'ютерний колір, який є дуже блідо-жовтувато-помаранчевим, що нагадує колір старої мереживної скатертини.
Це один з оригінальних кольорів X11.
Старе мереживо у мистецтві використовується як колір шкіри європеоїдної раси.

## Кремовий
Кремовий (Cream)
#FFFDD0
Кремовий колір, який має колір вершків, вироблених з молока великої рогатої худоби.
Перше письмове використання кремового як назви кольору англійською мовою (англ. cream) датоване 1590 роком.

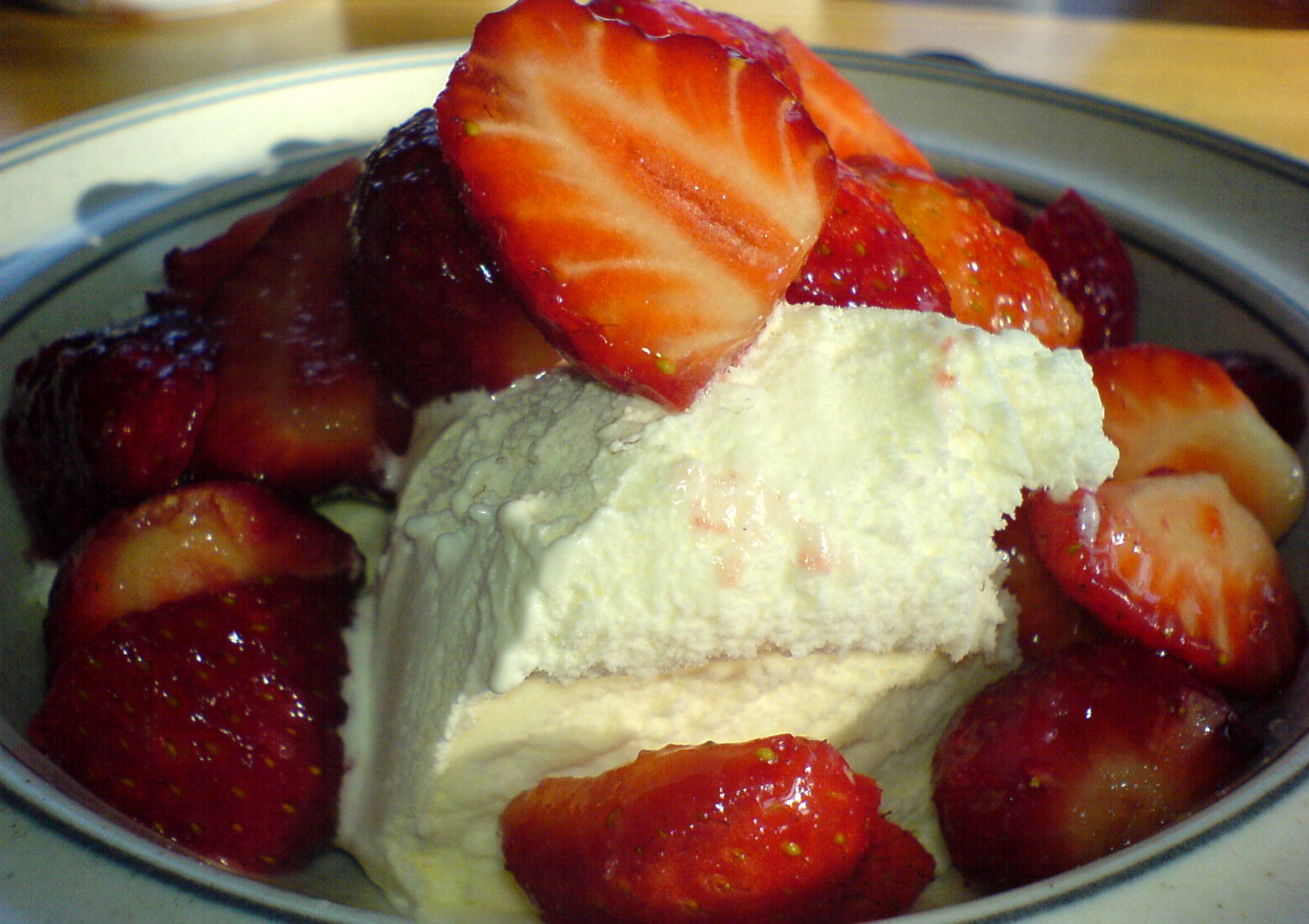
Полуниці з вершками

1987 року кремовий колір був включений до кольорів X11.

## Бежевий
Бежевий (Beige)
#F5F5DC
Комп'ютерний бежевий колір зображений ліворуч.
Перше письмове використання бежевого, як назви кольору англійською мовою (англ. beige), датоване 1887 роком.
Термін походить від бежевої тканини — бавовняної тканина, яку залишили незабарвленою в її природному кольорі.
Елементи бежевого кольору у реальному житті зазвичай ближчі до жовтого, ніж до білого кольору.

## Пергаментовий
Пергаментовий (Parchment)
#F1E9D2
Ліворуч зображено пергаментовий колір.
У 2001 році він був включений до списку кольорів Xona.com.

## Античний білий
Античний білий (Antique white)
#FAEBD7
Античний білий — це HTML-колір.
Назву кольору античний білий почали використовувати в 1987 році, коли вперше були сформульовані кольори X11.

## Шампанський
Шампанський (Champagne)
#F7E7CE
Комп'ютерний шампанський колір зображений ліворуч.
Назва кольору походить від типового кольору шампанського.

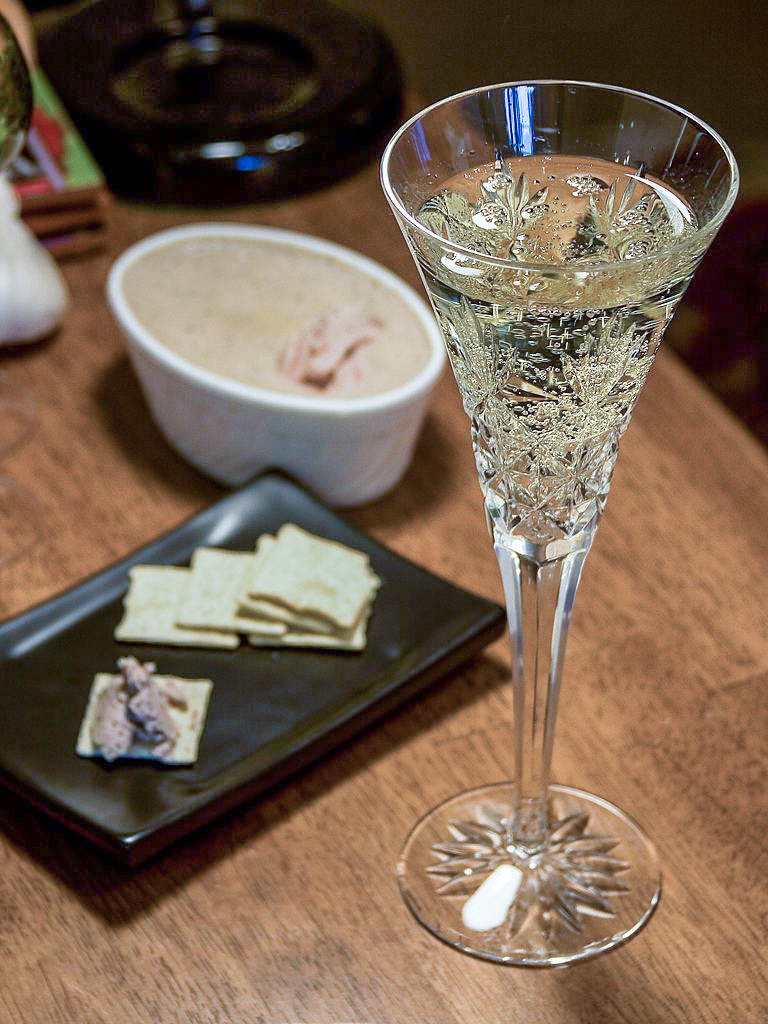
Келих шампанського

Перше письмове використання шампанського, як назви кольору англійською мовою (англ. champagne), датоване 1915 роком.

## Яєчна шкаралупа
Яєчна шкаралупа (Eggshell)
#F0EAD6
Комп'ютерний колір яєчної шкаралупи зображено ліворуч.

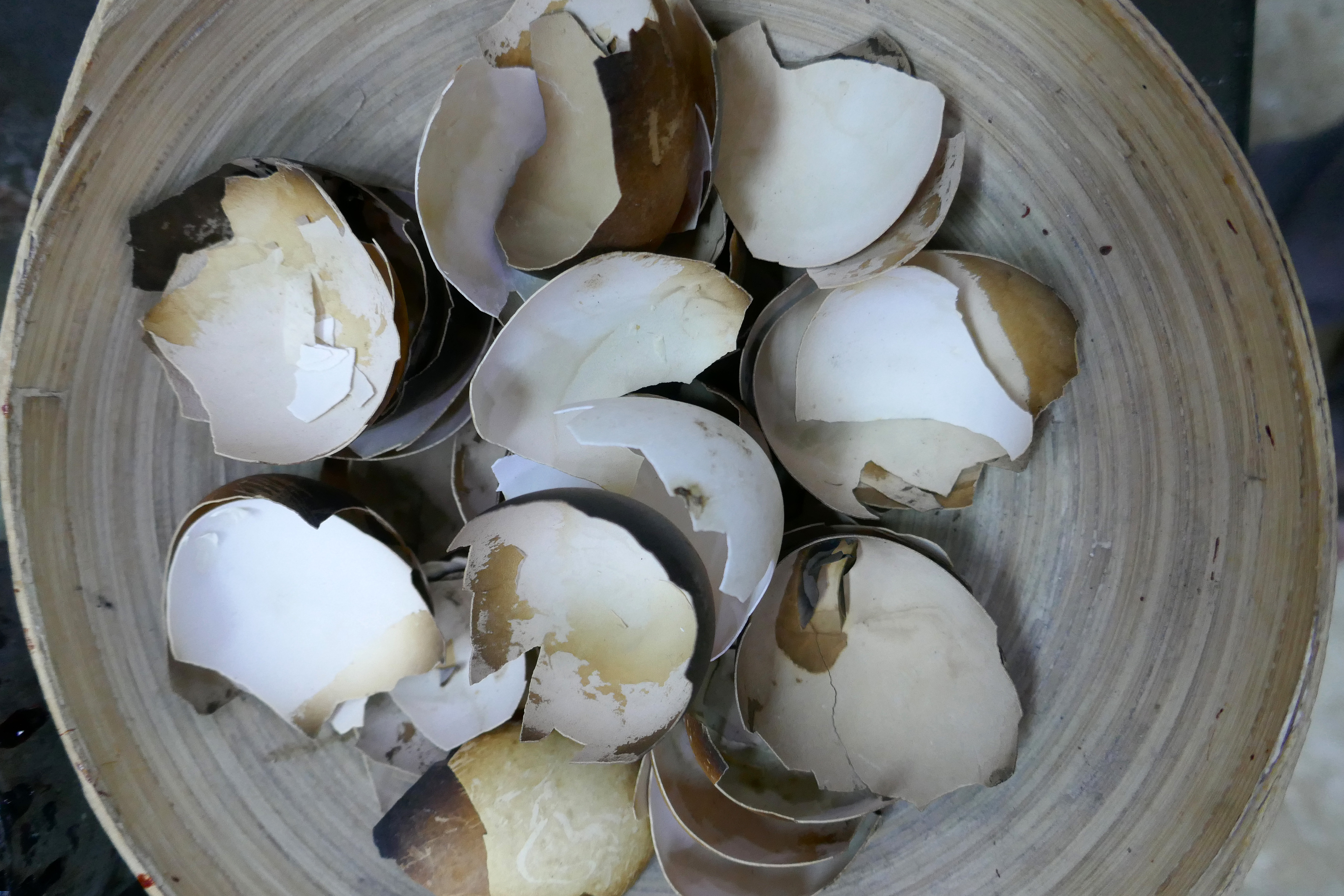
Розбиті яєчні шкаралупи

Колір яєчної шкаралупи нагадує колір курячих яєць.

## Голландський білий
Голландський білий (Dutch white)
#EFDFBB
Ліворуч зображений голландський білий колір.
Голландський білий — один з кольорів у списку кольорів Resene Color List, що популярний в Австралії та Новій Зеландії. Голландський білий колір з'явився у 2000 році.

## Кістковий
Кістковий (Bone)
#E3DAC9
Комп'ютерний кістковий колір зображений ліворуч. Цей колір нагадує колір кісток.
Перше письмове використання кісткового, як назви кольору англійською мовою (англ. bone), датоване XIX сторіччям (точний рік невпевнено).

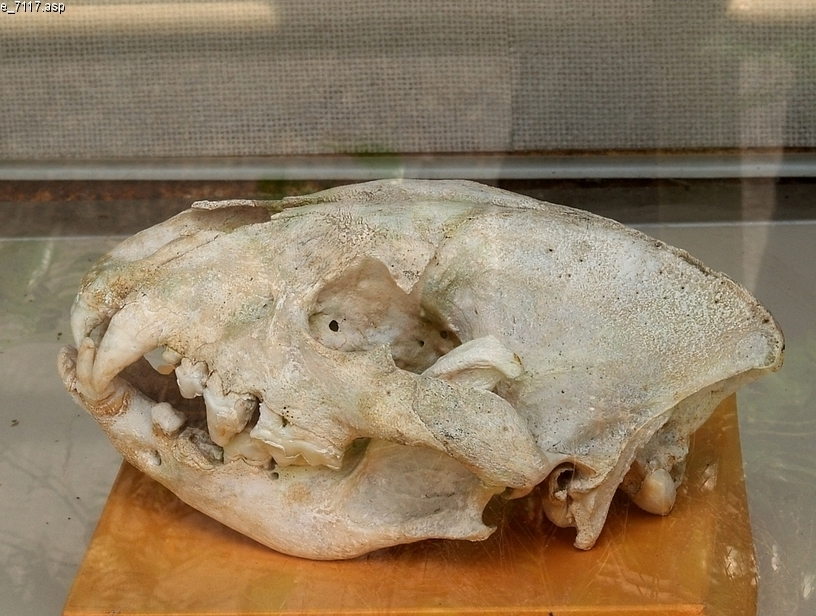
Кістки черепа

Кістковий колір часто використовувався поміщиками для фарбування вільних квартир, які здаються в оренду, оскільки вона приховує бруд і плями краще, ніж біла фарба.

## Ванільний
Ванільний (Vanilla)
#F3E5AB
Ванільний колір — насичений відтінок білого кольору, а також дещо блідий відтінок жовтого.

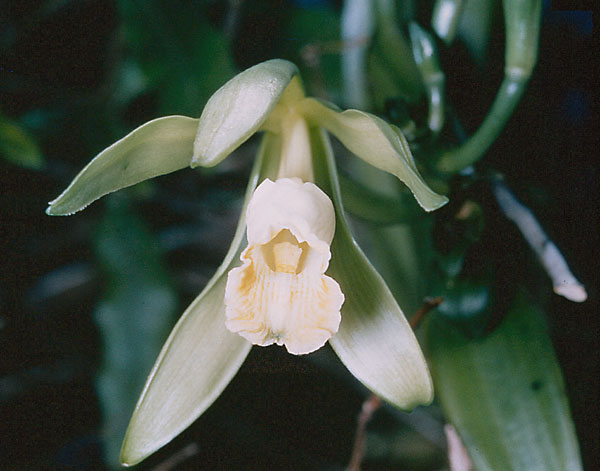
Ванільна орхідея

Перше письмове використання ванільного, як назви кольору англійською мовою (англ. vanilla), датоване 1925 роком.

## Лляний
Лляний (Flax)
#EEDC82
Комп'ютерний лляний колір зображений ліворуч.

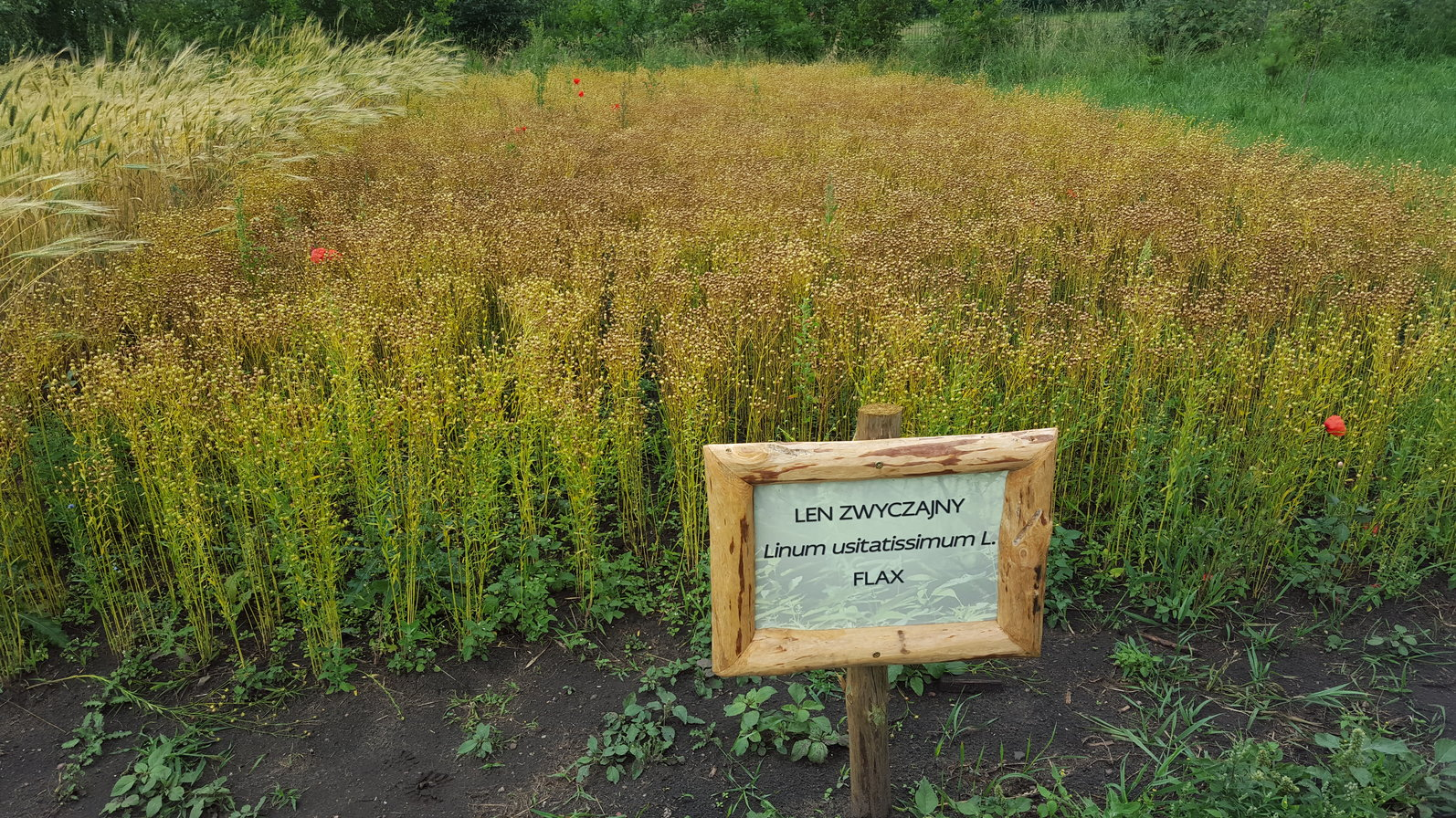
Посіви льону у Польщі

Перше письмове використання лляного, як назви кольору англійською мовою (англ. flax), датоване 1915 роком.

## Білий навахо
Білий навахо (Navajo white)
#FFDEAD
Білий навахо — це білувато-помаранчевий колір, назва якого з'явилася за через його схожість з фоновим кольором етнічного прапора нації Навахо.
1987 року білий навахо був включений до кольорів X11.

## Алебастровий
Алебастровий (Alabaster)
#EDEAE0

Ліворуч зображено алебастровий колір.

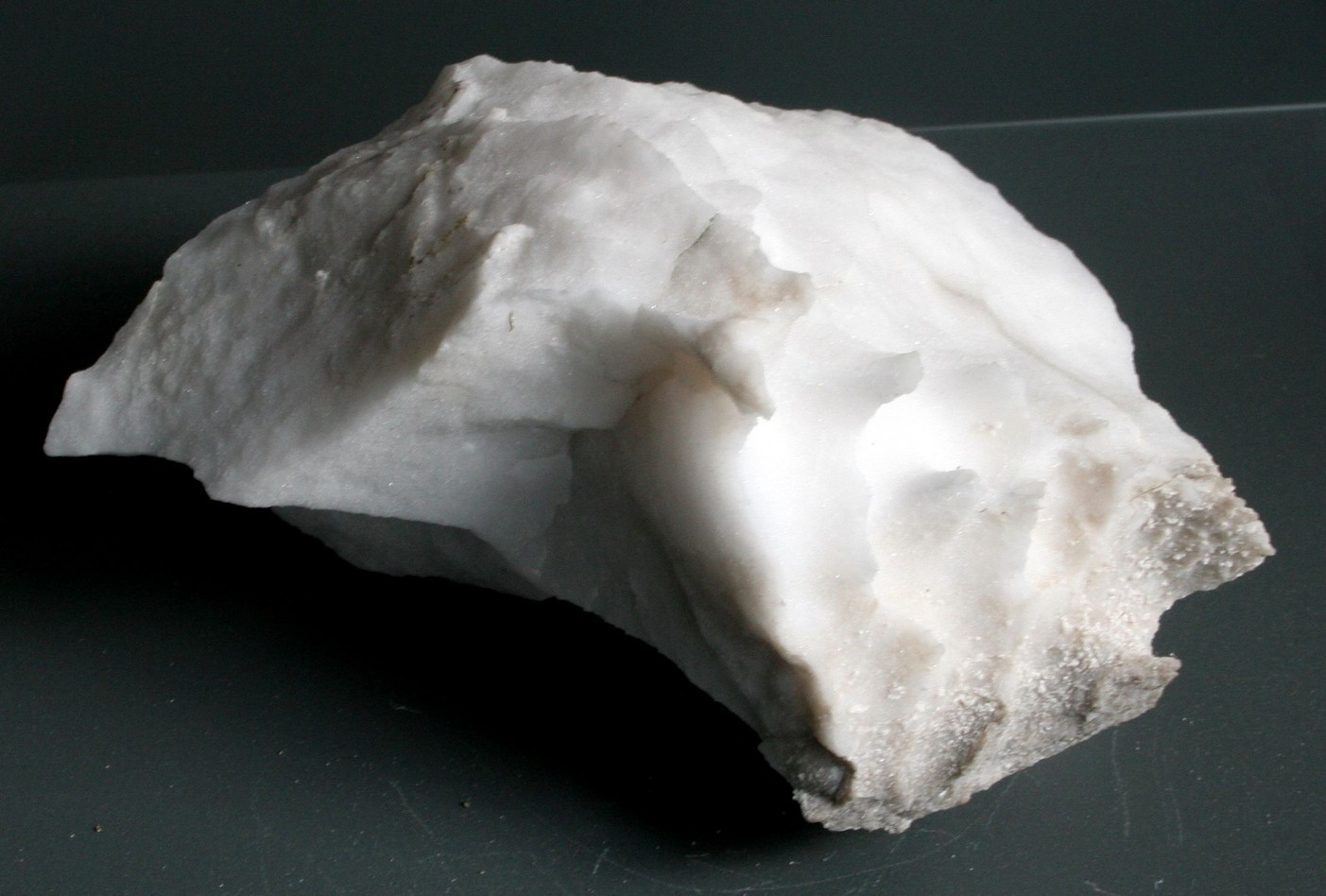
Шматок алебастру

Немає жодних даних, що ця назва кольору використовувалася до того, як назва кольору була включена в колірну схему X11, що була сформована в 1971 році.